# Діцкайміс
Діцкайміс (Dickaimis) — хутір у Литві, Расейняйський район, Бетигальське староство, знаходиться за 5 км від села Бетигала. 2001 року в Діцкаймісі не проживав ніхто.

## Принагідно
- Dickaimis

| Литва | Це незавершена стаття з географії Литви. Ви можете допомогти проєкту, виправивши або дописавши її. |